# Halothamnus cinerascens
Halothamnus cinerascens là loài thực vật có hoa thuộc họ Dền. Loài này được (Moq.) G. Kothe-Heinrich mô tả khoa học đầu tiên năm 1993.